# Bronchiolo terminale
I bronchioli terminali, denominati anche bronchioli minimi, rappresentano una parte terminale delle vie aeree e sono in assoluto i condotti di diametro minore della porzione dell'albero respiratorio. Essi sono dotati di semplice funzione di conduzione: oltre questo punto, infatti, le ulteriori ramificazioni cominciano ad essere coinvolte nello scambio e diffusione dei gas.
Ogni bronchiolo terminale si suddivide per formare ramificazioni corte e dalla parete sottile, i bronchioli respiratori, così denominati perché le loro pareti contengono un esiguo numero di alveoli.
I bronchioli terminali sono le più sottili ramificazioni presenti nei lobi polmonari. Se ne possono contare tra i 6 e 15 per ogni ramificazione d'ordine superiore. Essi terminano nei setti intralveolari, che sono la parete comune di due alveoli polmonari.

## Istologia
Nella porzione più distale dei bronchioli l'epitelio va incontro a un'ulteriore transizione.
La mucosa dei bronchioli terminali risulta infatti formata da cellule cuboidali e da un numero limitato di cellule ciliate mentre è priva di cellule caliciformi.
La mucosa contiene inoltre le cellule di Clara, cellule localizzate sulla superficie luminale delle vie aeree, che secernono proteine.
Queste cellule hanno un aspetto arrotondato, con una caratteristica protrusione citoplasmatica a forma di cupola e non presentano cilia.
La funzione di queste cellule non è ancora completamente chiarita, ma man mano che ci si porta distalmente, esse diventano il tipo cellulare predominante.

Il prodotto della secrezione delle cellule di Clara è un composto proteico, non appiccicoso, la cui funzione è quella di mantenere le vie aeree pervie anche nei bronchioli più piccoli. Oltre alla funzione secretoria ed al ruolo xenobiotico (fagocitosi di tossine presenti nell'aria e distruzione delle stesse tramite gli enzimi del loro citocromo P-450 ed in particolare del CYP4B1), le cellule di Clara rappresentano la cellula progenitrice delle piccole vie aeree.
In caso di lesione delle vie aeree, le cellule Clara iniziano a proliferare in nicchie di cellule staminali. Successivamente migrano per ricostituire le cellule epiteliali differenziate che erano state lese e perse.
La secrezione delle cellule di Clara unitamente a quella degli pneumociti di tipo II, dà origine al surfattante polmonare, una sostanza fondamentale nel ridurre la tensione di superficie, che permette ai bronchioli terminali di espandersi durante gli atti respiratori, prevenendone il collasso in fase di espirazione.